# وادي الزرب
وادي الزرب هو واد في سراة بلقرن تسيل مياهه من جبل القرب حتى يلتقي مع وادي الجوف بسراة بلقرن بالقرب من جبل الجوف فيصبان في وادي غضار ويستمرون حتى قرى الحرجة، وتكثر به أشجار العتم والطلح.